# Chiesa della Beata Maria Vergine del Monserrato (Alessandria)
La chiesa della Beata Maria Vergine del Monserrato è un luogo di culto cattolico, edificato durante la dominazione spagnola. Situata nell'omonima piazza, si trova nel cuore del centro storico di borgo Rovereto. A pochi passi dalla "chiesa del Monserrato" si trova la chiesa di Santa Maria di Castello da cui dipende come parrocchia.

## Storia

### Contesto storico
La città di Alessandria era parte integrante del Ducato di Milano sin dal 1347 e ne seguì le sorti fino agli inizi del XVIII secolo quando, con il trattato di Utrecht, passò sotto il controllo del Ducato di Savoia. Nel 1535, con la morte senza eredi di Francesco II Sforza, si aprì una nuova questione per la successione al trono. Il Re di Francia Francesco I e l'Imperatore Carlo V reclamavano il ducato facendosi guerra. Quest'ultimo, rivendicandolo come feudo imperiale all'estinzione degli Sforza, ottenne il controllo del ducato e vi installò il figlio Filippo con diploma imperiale firmato a Bruxelles l'11 ottobre 1540 e reso pubblico nel 1554. Il possesso del ducato da parte di Filippo fu finalmente riconosciuto dal re Enrico II di Francia nel 1559, con la Pace di Cateau-Cambrésis. Il ducato, persa ogni forma di indipendenza, fu ridotto ad una realtà regionale sottoposto alle dominazioni straniere per il resto della sua storia.

### La chiesa
La chiesa è l'unico edificio superstite in città del periodo della dominazione spagnola. Fu edificata, come risulta da una lapide all'interno, nel 1626 su iniziativa del maestro di campo e capitano generale della fanteria spagnola Matheo de Otañez, governatore di Alessandria dal 1625 al 1627. Nella nicchia sull'ingresso si può apprezzare un affresco raffigurante la Madonna di Monserrat. All'interno, sopra il tabernacolo è custodita una Madonna Nera del Monserrato attribuita ad un artista spagnolo del XVII secolo. Verso la metà XVII secolo fu ampliata con l'aggiunta di una sagrestia.

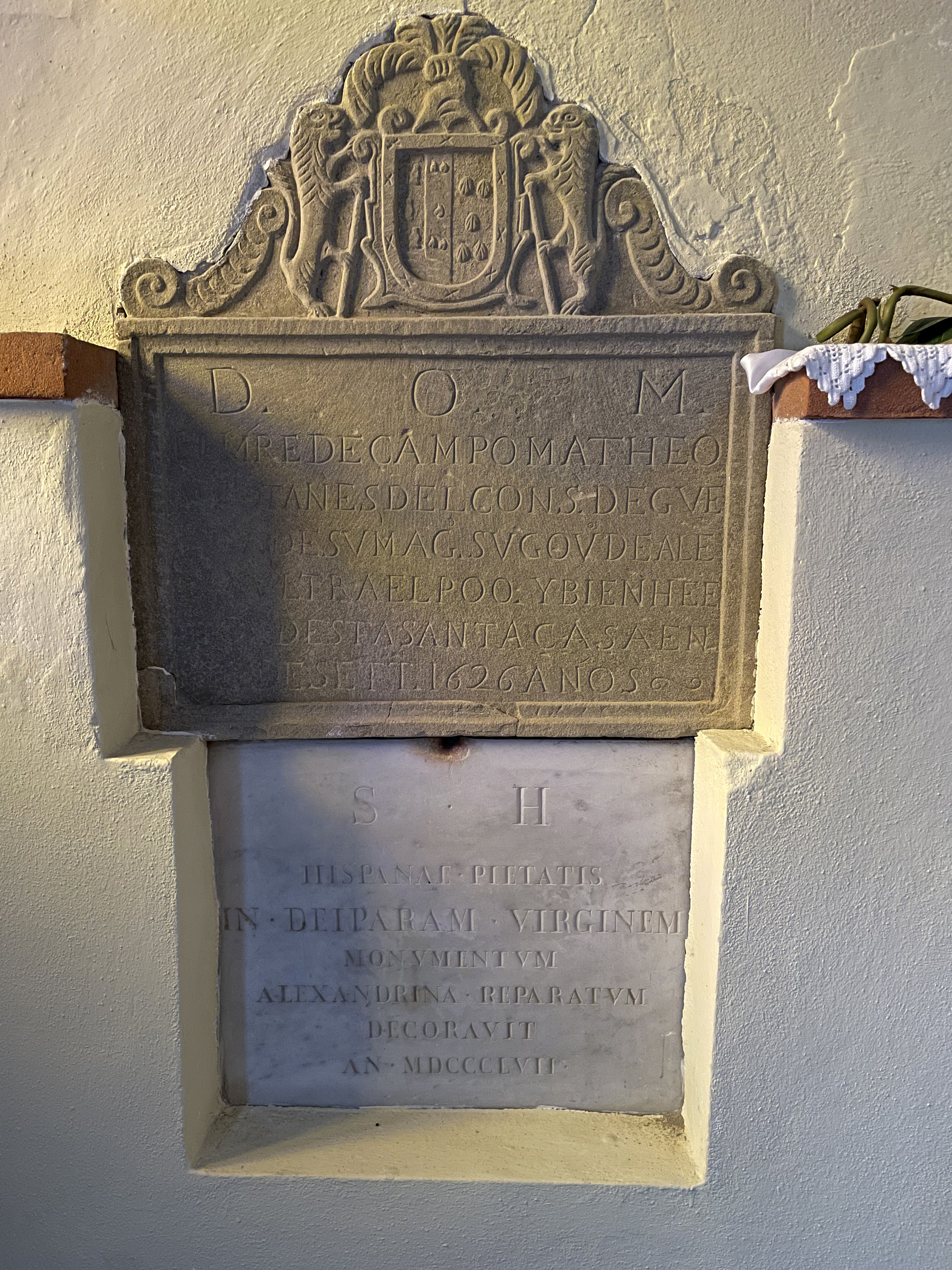
Epigrafe recante la data di fondazione
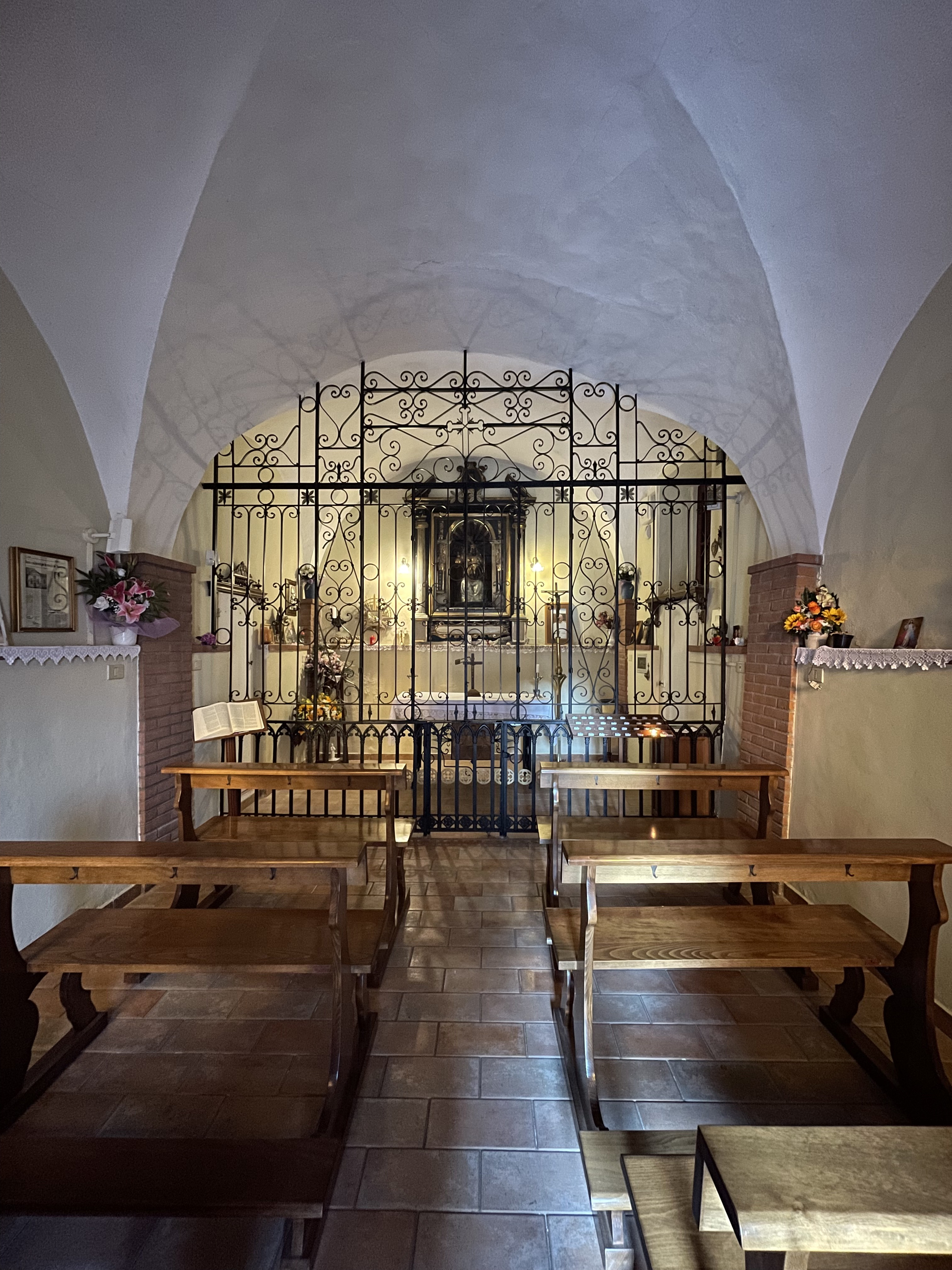
Aula interna
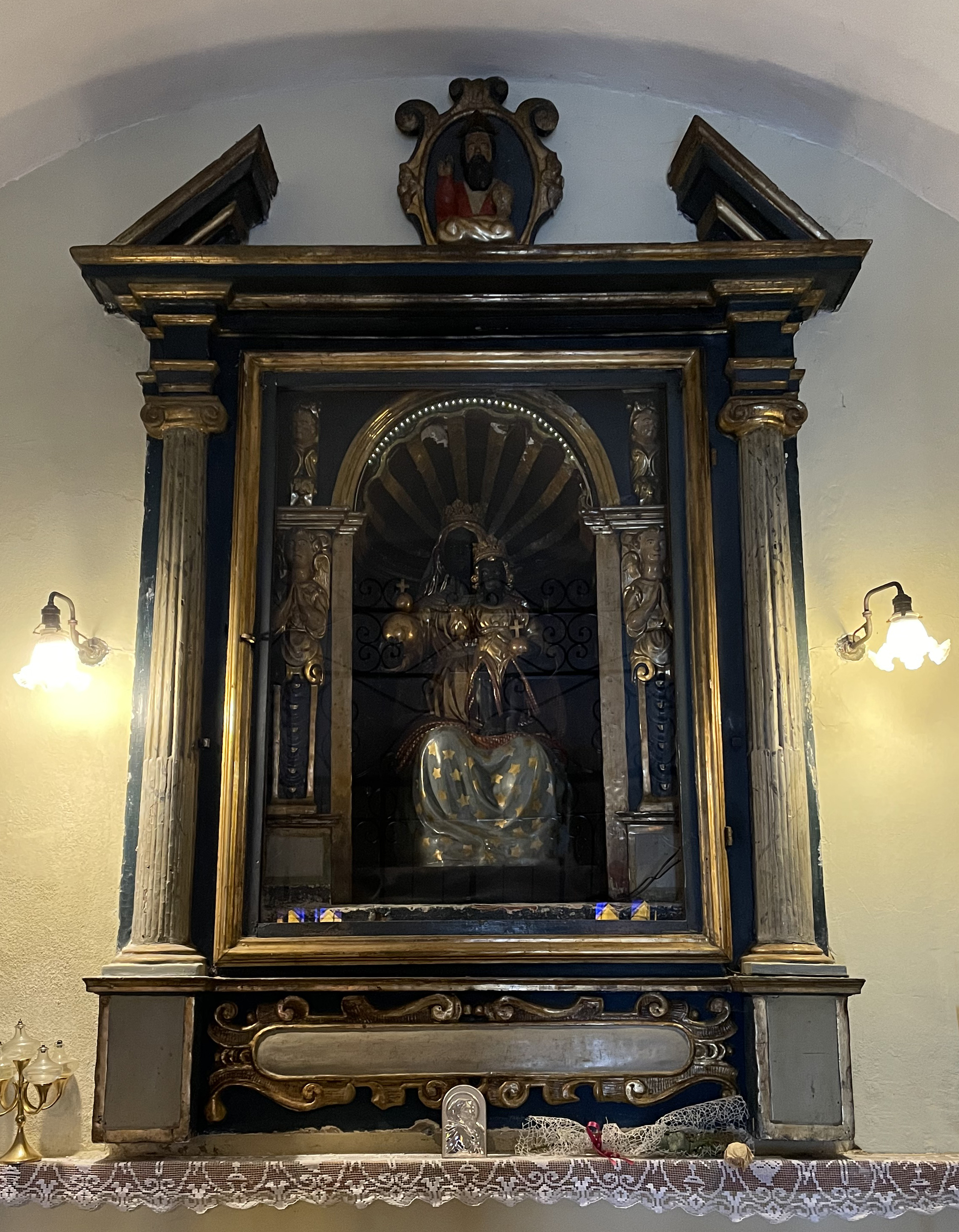
Statua della Madonna Nera